# کلیمی
کلیمی واژه ای است که برای نامیدن یهودیان ایران به‌کار می‌رود.

## پیشینه
تا پیش از سده بیستم میلادی واژه کلیمی به ندرت در متون فارسی استفاده می‌شد. در بیشتر متون گذشته واژه یهودی یا جهود برای نامیدن یهودیان استفاده می‌شده‌است. ریشه واژه کلیمی از ریشه سامی ک-ل-م به معنی صحبت کردن است که از آیه ۴:۱۶۴ قرآن که در آن گفته می‌شود «و کلم الله موسی تکلیما» اخذ گردیده‌است. از این رو چون خدا با موسی صحبت کرد پیروان موسی کلیمی نامیده شدند. بر اساس لغت نامه دهخدا در گذشته واژه کلیمی برای یهودیان به‌صورت اختصاصی به‌کار نمی‌رفت و بلکه گاهی مسلمانان نیز کلیمی دانسته می‌شدند.
پس از تشکیل سازمان ثبت احوال ایران در سال ۱۹۲۴ میلادی، یهودیان اجبار یافتند که برای خود شناسنامه دریافت کنند که در این شناسنامه‌ها واژه کلیمی برای دین آنان ثبت شده بود. دلیل انتخاب واژه کلیمی به جای یهودی یا موسوی معلوم نیست. ممکن است دلیل این امر احساسات منفی مرتبط با واژه یهودی باشد. همچنین ممکن است واژه یهودی واژه منفی جهود را در ذهن تداعی کند درحالی‌که واژه کلیمی در آن زمان در بین مردم احساس منفی برنمی‌انگیخت.
ثبت دین کلیمی در شناسنامه یهودیان عملی بود که از نظر قانون اجبار نشده بود ولیکن مأموران سازمان ثبت احوال به‌صورت معمول این کار را انجام می‌دادند. این ثبت دین در مورد اقلیت‌های دیگر انجام نمی‌گرفت. یوسف کهن آخرین نماینده یهودیان در دوران پهلوی، کمی پیش از انقلاب سال ۵۷ موفق شد دین را از شناسنامه‌های یهودیان حذف کند و شناسنامه آنان را با شناسنامه دیگر ایرانیان یکسان کند. یوسف کهن در خاطرات خود در بهار سال ۱۳۵۵ می‌نویسد: «اینک با نهایت مسرت به استحضار هم‌کیشان می‌رساند که نخستین شناسنامه اصلاح شده که مستندا به بند ۵ از ماده ۳ قانون ثبت احوال (پیشنهاد تقدیمی اینجانب به مجلس شورای ملی) تصحیح و صادر گردیده در معرض دید همگان قرار می‌گیرد.»
با وجود این حذف شدن واژه کلیمی از شناسنامه یهودیان باز هم امروزه یهودیان ایران از واژه کلیمی برای نامیدن خود استفاده می‌کنند به‌طور مثال انجمن کلیمیان تهران.